# Praia de Sambaqui

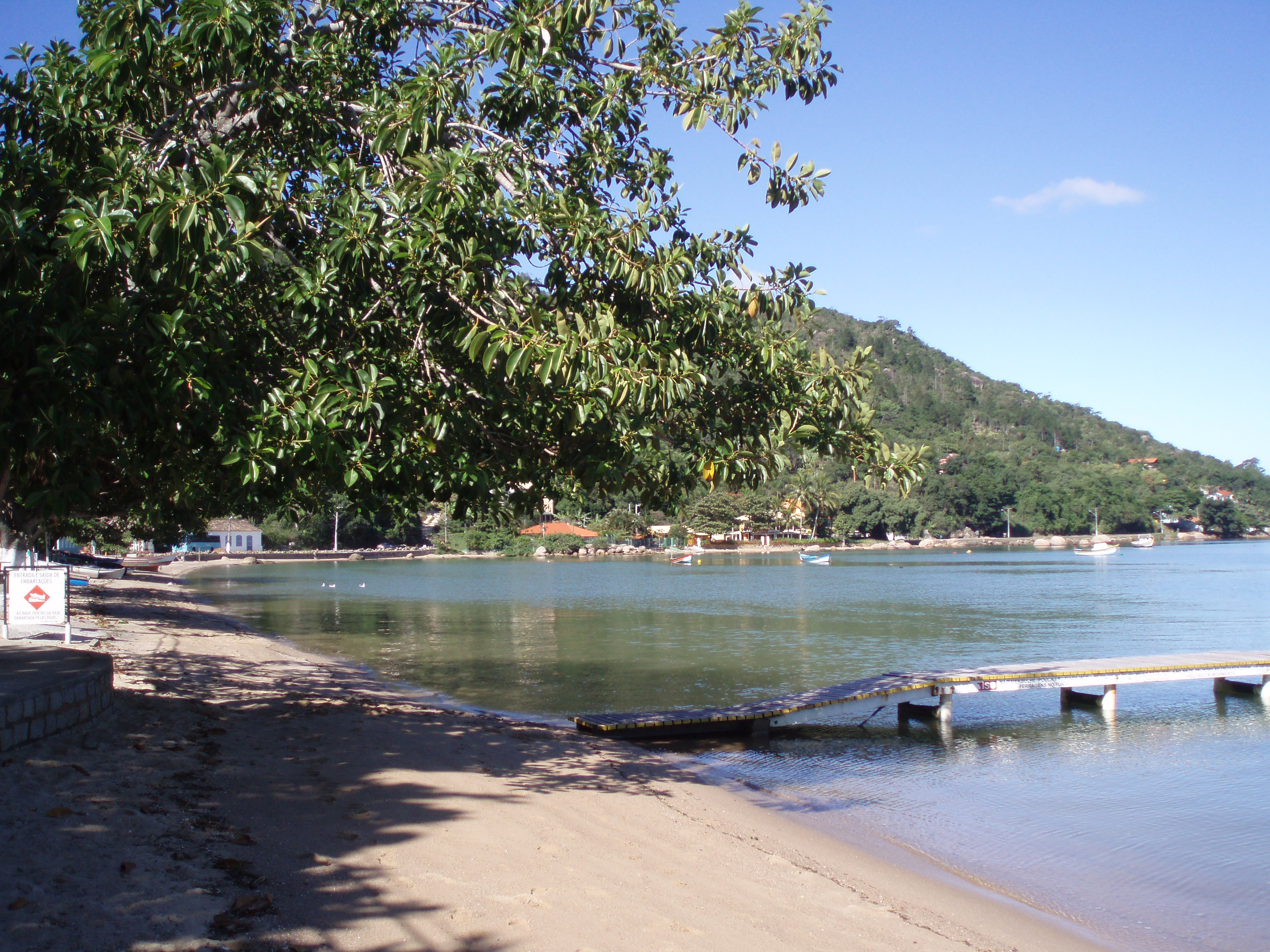
Praia de Sambaqui

Praia de Sambaqui is een strand in het noordoosten van het eiland Santa Catarina. Het is gelegen in de wijk Santo Antônio de Lisboa van de gemeente Florianópolis in het zuiden van Brazilië. Het strand is 1,10 kilometer lang.
De naam van het strand is afgeleid van sambaquis, de stapels schelpen die verspreid langs het strand liggen. Hiertussen zou je fossielen en oude overblijfselen van inheemse gemeenschappen kunnen vinden.